# Arriba gente
Arriba gente (estilizado como AG en su logo) es un programa de televisión uruguayo transmitido desde el 8 de febrero de 2010 por la pantalla de Canal 10. Cuenta actualmente con la conducción de Alfredo Dante, Magdalena Prado y Paola Botti y los móviles de Beatriz Martinez. 

## Programa

### Formato
El programa se centra en la actualidad. Tiene temas políticos, periodísticos, entre otros, y contiene invitados especiales sobre el tema que se trata, entrevistas, y de vez en cuando invitados músicos o cantantes que tocan en vivo en el estudio. 

### Historia
El programa comenzó sus emisiones el lunes 8 de febrero de 2010. En el comienzo el programa es presentado por Humberto de Vargas, Ignacio Martirené y Gabriela Lavarello, Danilo Tegaldo formaba parte del programa en los móviles y la locución estaba a cargo de un masculino sin información de su nombre. A mediados de 2010, meses después del estreno del programa, el conductor Humberto de Vargas se ausenta por dos meses para formar parte de la película 3 que él protagonizaría.
En el año 2014, Verónica Chevalier lo reemplaza en la narración y locución. A finales de ese año, Ignacio Martirené se va del programa. Al año siguiente se retira de la conducción Gabriela Lavarello para unirse a Info TNU, y la reemplaza en la conducción Danilo Tegaldo, quien se encargaba de las notas y móviles. Para reemplazarlo en los móviles ingresa María José Pino. En 2017 hay dos incorporaciones. Se une a la conducción Lorena Bomio e ingresa en los móviles Magdalena Correa para reemplazar a María José Pino.
En el año 2021 deja la conducción Danilo Tegaldo, quien pasa a la conducción de la edición mediodía del noticiero Subrayado. En el año 2022, Humberto de Vargas deja el programa por decisión del Canal, quien se encontraba de licencia desde fines del 2021 por problemas personales.
Madgalena Correa asume la conducción en 2021. En 2024, el ex Subrayado Sábado, Alfredo Dante, lo hace también.
En abril de 2024, Verónica Chevalier anunció su salida de los móviles. 
El 12 de marzo de 2025, Magdalena Correa anunció su salida del programa y de Canal 10, ya que se irá a vivir a México. El 31 de marzo de 2025, la periodista Magdalena Prado se sumó a la conducción del programa. Así mismo, Lorena Bomio anunció su salida del matinal, que será el miércoles 2 de abril y la llegada de la periodista Paola Botti al programa. Finalmente, el miércoles 2 se despidió Lorena Bomio del programa. 

## Equipo

### Conducción
- Humberto de Vargas (2010-2022)
- Ignacio Martirené (2010-2014)
- Gabriela Lavarello (2010-2015)
- Danilo Tegaldo (2015-2021)
- Lorena Bomio (2018-2025)
- Madgalena Correa (2022-2025)
- Alfredo Dante (2024-presente)
- Magdalena Prado (2025-presente)
- Paola Botti (2025-presente)

### Locución
- Verónica Chevalier (2014-2022)

### Móviles
- Danilo Tegaldo (2010-2015; pasa a conducir)
- María José Pino (2015-2017)
- Magdalena Correa (2017-2022; pasa a conducir)
- Verónica Chevalier (2022-2024)
- Beatriz Martínez (2023-presente)